# Itsjan Kala
Itsjan Kala is de ommuurde oude binnenstad van de Oezbeekse stad Xiva.
De oude stad bestaat uit 50 monumenten en 250 huizen en staat op de Werelderfgoedlijst van UNESCO.

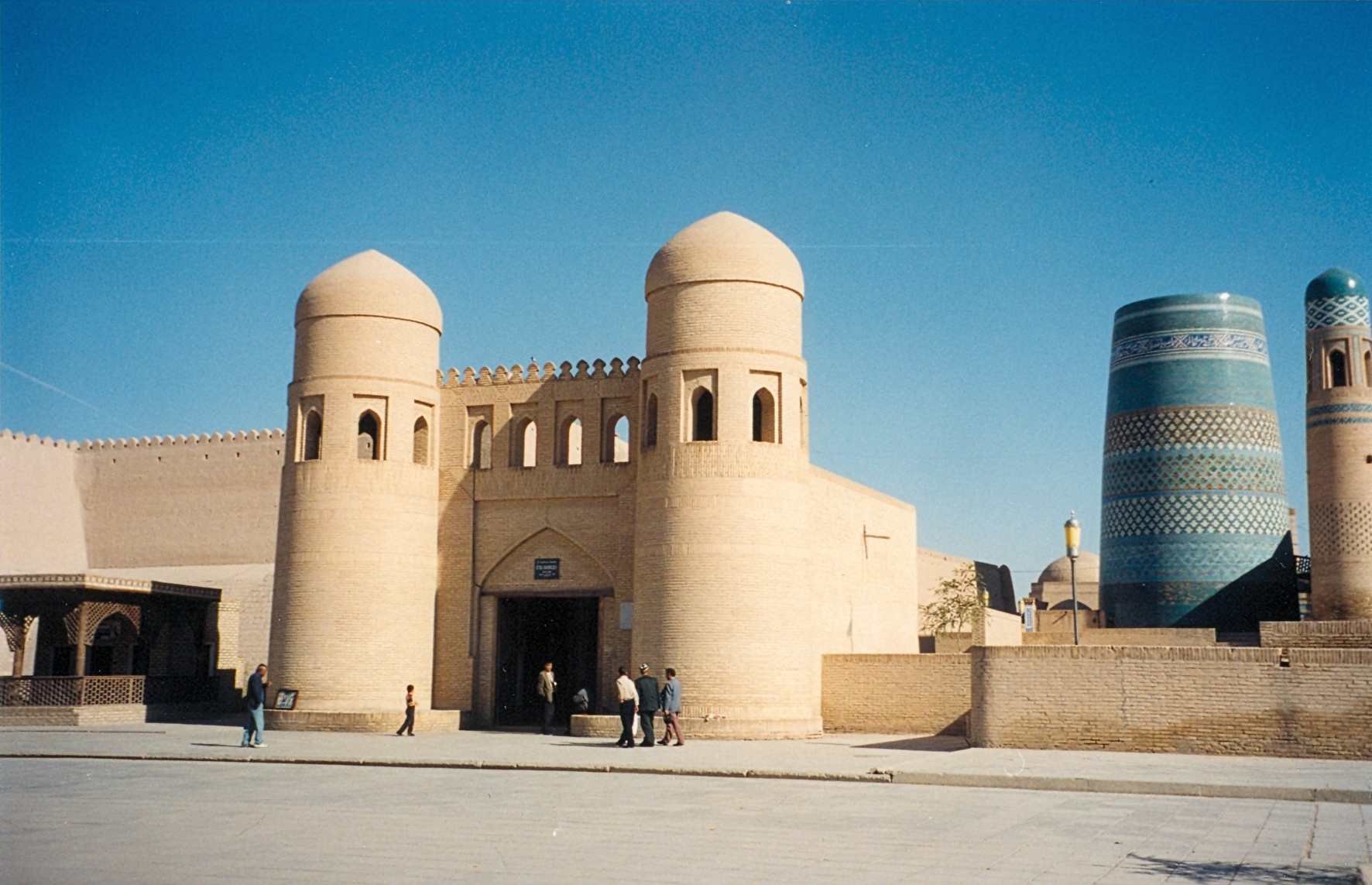
Westelijke poort
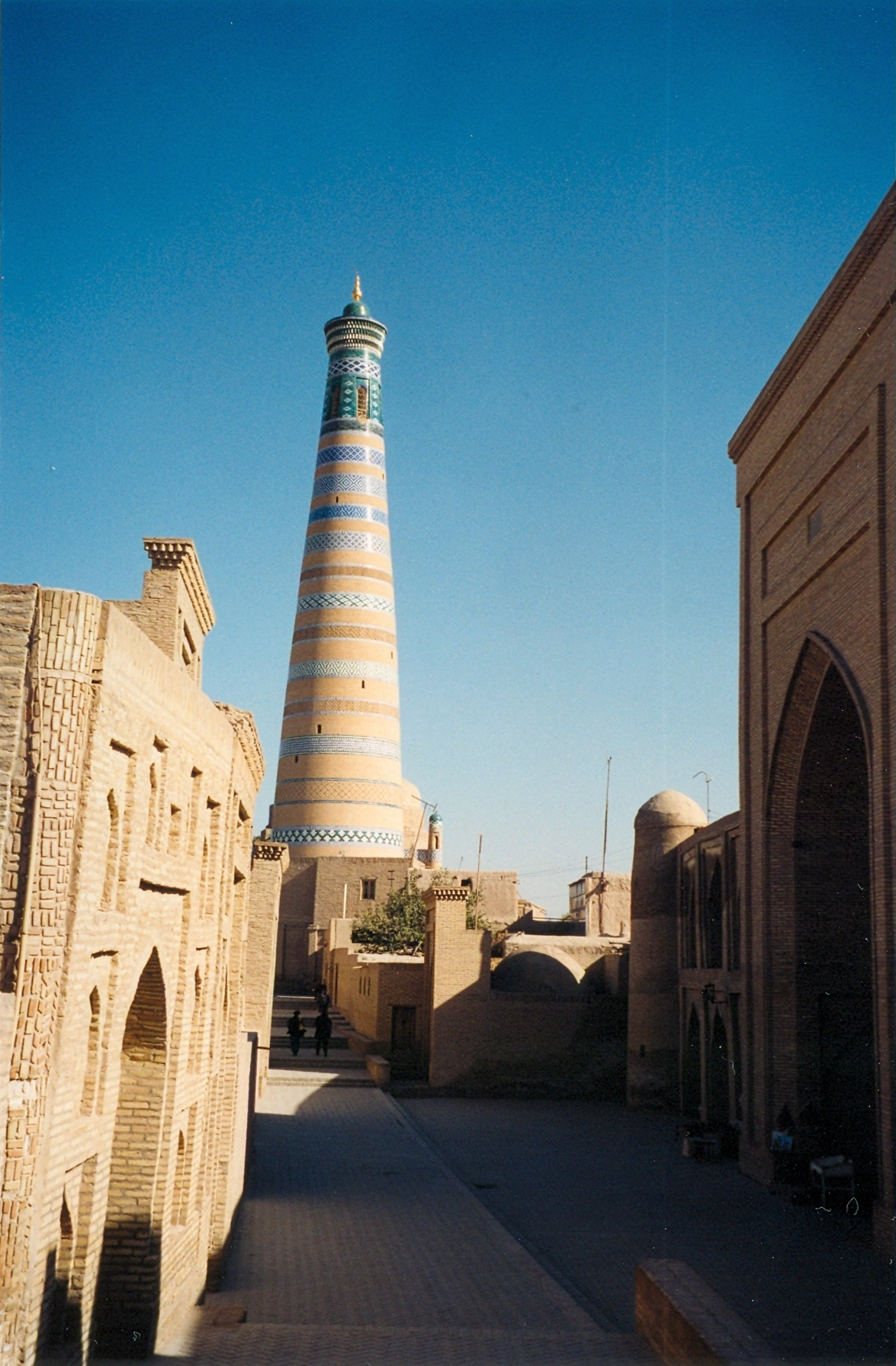
Straat in de oude stad
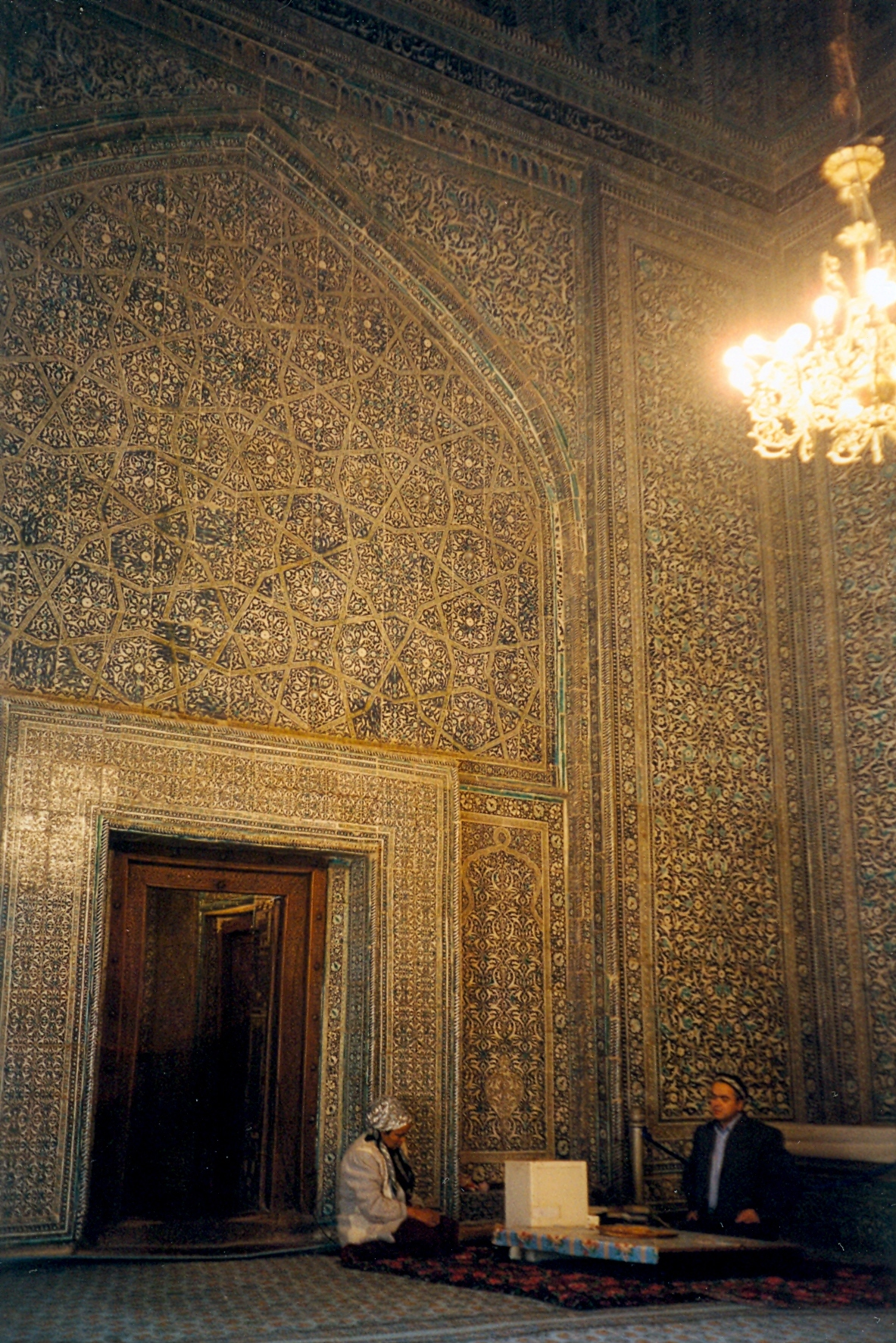
Binnen in het mausoleum van Sayid Alauddin

Itsjan Kala · Historisch centrum van Buchara · 
Historisch centrum van Sachrisabz ·
Samarkand, kruispunt van culturen · 
Westelijke Tiensjan